# Коровья оспа
Коровья оспа (англ. cowpox, также иногда англ. spontaneous cowpox) — инфекционное заболевание вирусной природы, вызванное одним из вирусов рода Orthopoxvirus. Этот вирус может переноситься от животного к человеку.
Заболевание было изначально замечено у доярок, касающихся вымени инфицированных коров. Оспа у коров представляет собой доброкачественное местное заболевание, выявляемое исключительно на вымени. Обычно появляется весной у молодых дойных коров и у недавно отелившихся коров.
Переболевшие коровьей оспой получают устойчивый иммунитет как от повторного заболевания, так и от натуральной оспы. Обративший на это внимание  Эдвард Дженнер разработал методику прививки.

## Клинические признаки
Инкубационный период составляет 8-12 дней.

## Диагностика
Типичная клиническая картина, профессиональный анамнез и наличие в хозяйстве больных коров позволяют поставить диагноз.

## Лечение
Везикулы обрабатываются местными антисептиками. При нагноении везикул применяются антибиотики, активные против гноеобразующей флоры: полусинтетические пенициллины, цефалоспорины, макролиды.

## Профилактика
Использование рукавиц доярками при дойке коров. Мытьё рук и обработка дезинфицирующими растворами после дойки. Изоляция и лечение больных коров.

## У других животных
Проявление у кошек включают пустулёзные поражения на мордочке, шее, лапах; изредка поражают верхние дыхательные пути.